# Campeonato Mundial de Patinação Artística Sobre Rodas
O Campeonato Mundial de Patinação Artística Sobre Rodas é uma competição anual de patinação artística sobre rodas organizada pela Federação Internacional de Desportos sobre Patins (em francês:  Fédération Internationale de RollerSports), onde os principais patinadores artísticos sobre rodas competem pelo título de campeões mundiais.

## Edições
| Ano  | Edição | Cidade sede | País          |
| ---- | ------ | ----------- | ------------- |
| 2006 | LI     | Múrcia      | Espanha       |
| 2007 | LII    | Gold Coast  | Austrália     |
| 2008 | LIII   | Kaohsiung   | Taipé Chinesa |
| 2009 | LIV    | Freiburg    | Alemanha      |
| 2010 | LV     | Portimão    | Portugal      |
| 2011 | LVI    | Brasília    | Brasil        |
| 2012 | LVII   | Auckland    | Nova Zelândia |
| 2013 | LVIII  | Taipé       | Taiwan        |
| 2014 | LIX    | Reus        | Espanha       |
| 2015 | LX     | Cáli        | Colômbia      |
| 2016 | LX     | Novara      | Itália        |